# Kinvarra
Kinvarra (iriska: Cinn Mhara) är en ort i republiken Irland.   Den ligger i grevskapet County Galway och provinsen Connacht, i den centrala delen av landet, 180 km väster om huvudstaden Dublin. Kinvarra ligger 14 meter över havet och antalet invånare är 620.
Terrängen runt Kinvarra är platt åt nordost, men åt sydväst är den kuperad. En vik av havet är nära Kinvarra åt nordväst.Runt Kinvarra är det ganska glesbefolkat, med 29 invånare per kvadratkilometer. Närmaste större samhälle är Galway, 16,6 km nordväst om Kinvarra. Trakten runt Kinvarra består i huvudsak av gräsmarker.